# ArcheoParc Schnalstal Val Senales

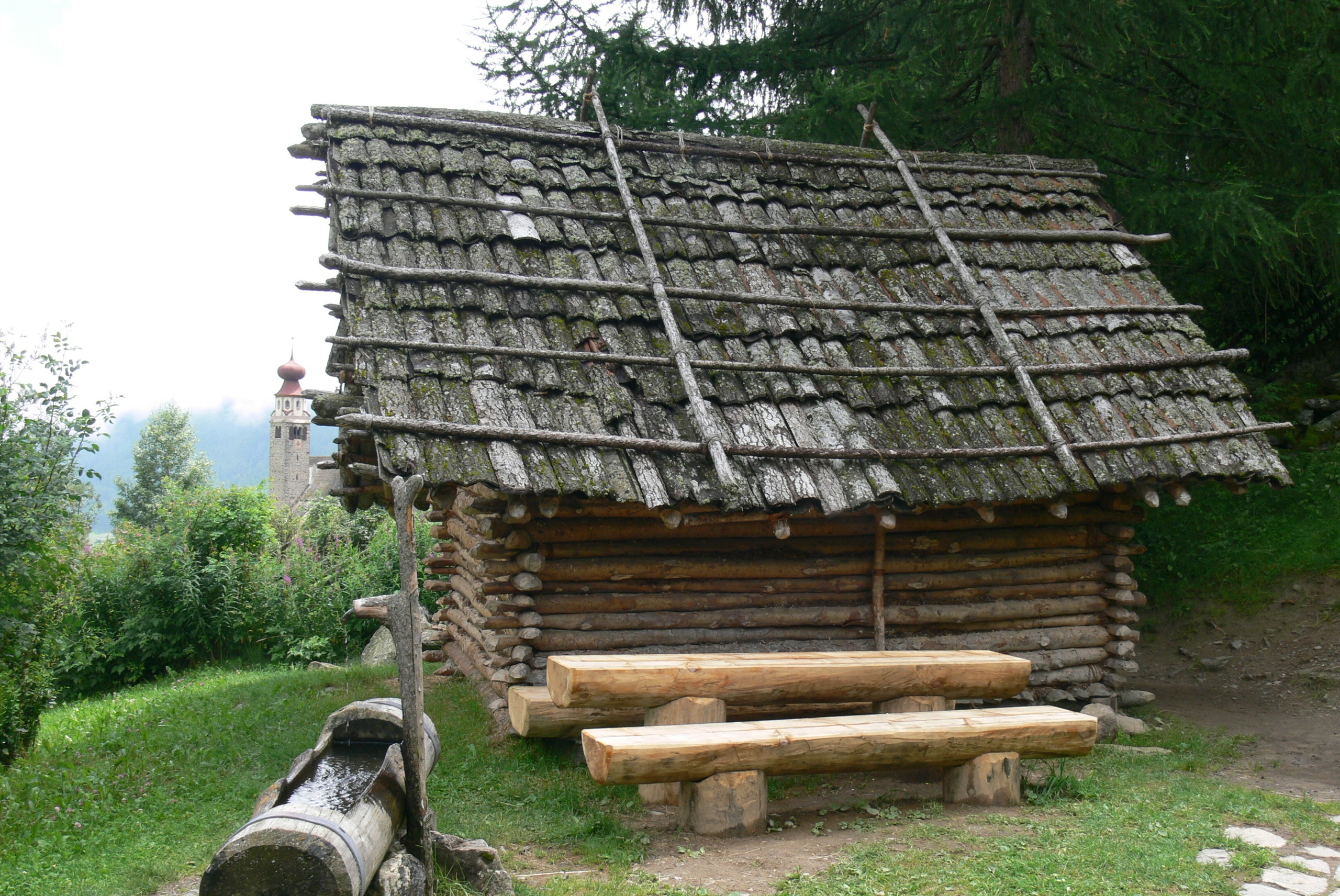
ArcheoParc

Het ArcheoParc Schnalstal Val Senales (of Ötzi Museum) is een archeologisch museum in de gemeente Schnals in het Schnalstal in het Italiaanse Zuid-Tirol. Het museum omvat een binnenmuseum met tentoonstellingen en een openluchtmuseum met gereconstrueerde neolithische huizen. Het museum is gewijd aan ijsmummie Ötzi, die vlakbij werd gevonden. In het ArcheoParc worden de vondst en de levenswijze van Ötzi uit de doeken gedaan.